# Bonito (Pernambuco)
Bonito es un municipio del estado de Pernambuco, Brasil. Tiene una población de 38.117 habitantes según estimaciones del IBGE en 2020. Es conocido por sus cascadas y paisajes naturales.

## Historia
El territorio del municipio de Bonito estuvo a finales del siglo XVIII cubierto completamente de inmensos bosques y formaba parte del Quilombo dos Palmares.
La belleza del lugar dio origen  a su nombre, bautizado por cazadores provenientes de Bezerros que atravesaban sus bosques.
En 1812 se construyó la Iglesia Nossa Senhora da Conceição, iglesia matriz de la ciudad y patrona de la ciudad.
Bonito fue escenario de las revueltas del 19 de diciembre de 1874 denominada Revolta do Quebra-Quilos, revuelta producida por el cambio del antiguo sistema de medidas y pasar a la unidad de metro, centrímetro y kilo, por la Ley Imperial 1157.
En Bonito a finales a 1819 y bajo el gobierno de Luiz do Rego fue escenario de la gran masacre de Serra do Rodeador (comunidad que pertenece al municipio), que Pedro I de Brasil en su manifiesto a los brasileños expresó: "Pernambucanos, lembrai-vos das fogueiras do Bonito" ("Pernambucanos, recordad las hogueras de Bonito").
Bonito obtuvo su condición de municipio el 20 de mayo de 1833 y elevado a ciudad el 3 de julio de 1895.

## Turismo

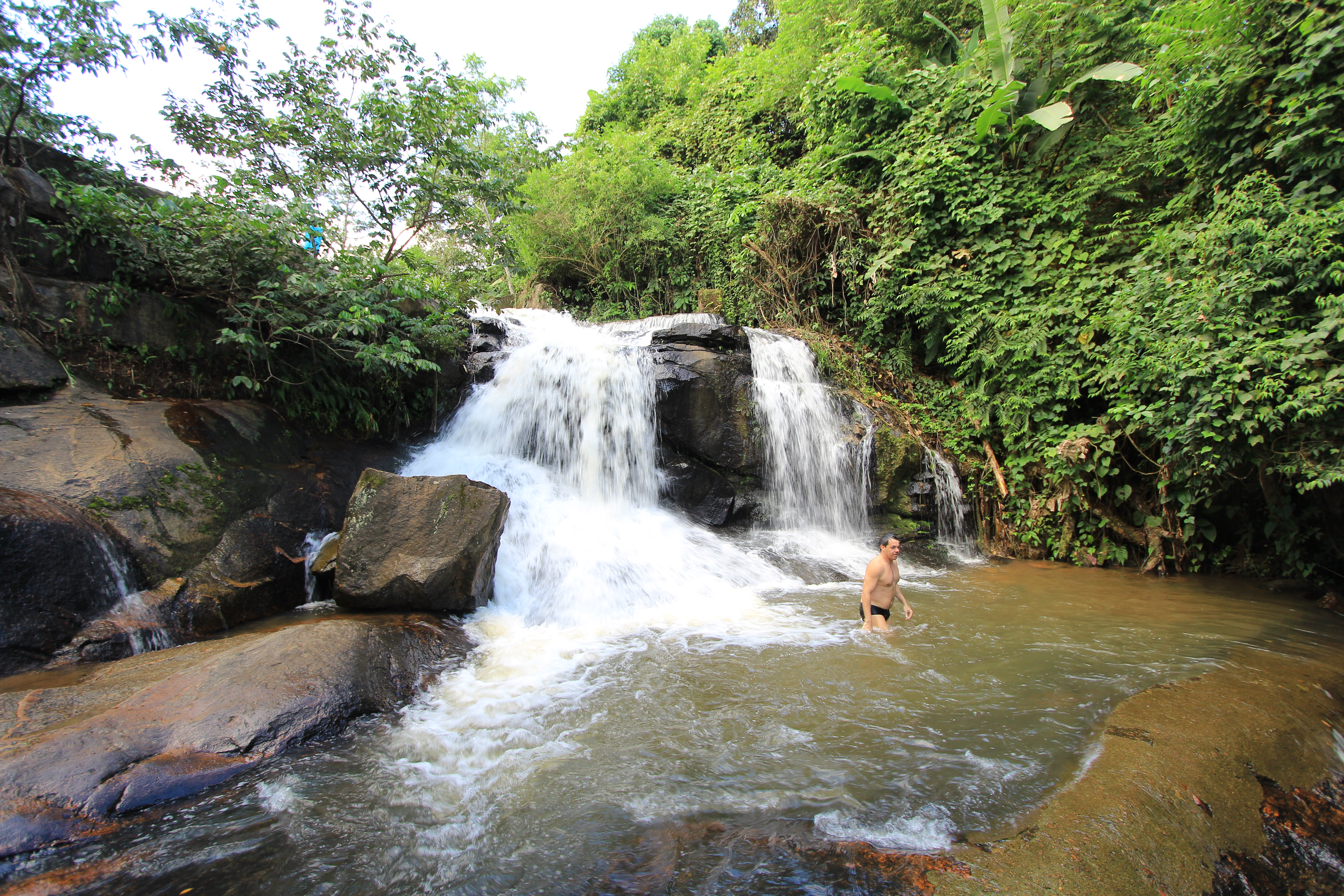
Cascada Véu de Noiva en Bonito

Destino turístico por sus paisajes y cascadas que fueron elegidas en la lista de las 7 maravillas de Pernambuco.

## Deportes
La ciudad posee un club de fútbol, el Associação Atlética Maguary, que juega en el Campeonato Pernambucano.